# Kraskovo (Slovacchia)
Kraskovo (in ungherese: Karaszkó) è un comune della Slovacchia facente parte del distretto di Rimavská Sobota, nella regione di Banská Bystrica.